# 小国方言
小国方言（おぐにほうげん）は山形県小国町で話される日本語の方言。北奥羽方言に属し、庄内方言と同じ括りにされることが多いが地理的には離れており、むしろ荒川水系で通じている北越方言とのつながりが深いが、文法は隣接する置賜弁と共通する要素が多い。アクセントは北奥羽式アクセントである。
詳細は庄内方言、置賜弁、山形弁、北越方言等を参照されたい。